# گلاسین
| کواترنری    | کواترنری | کواترنری   | کواترنری        | کواترنری        |
| سامانه/دوره | ردیف/دور | اشکوب/عصر  | سن (میلیون سال) | سن (میلیون سال) |
| ----------- | -------- | ---------- | --------------- | --------------- |
| کواترنری    | هولوسن   | مگالاین    | ۰               | ۰/۰۰۴۲          |
| کواترنری    | هولوسن   | نورث‌گریپین | ۰/۰۰۴۲          | ۰/۰۰۸۲          |
| کواترنری    | هولوسن   | گرینلندین  | ۰/۰۰۸۲          | ۰/۰۱۱۷          |
| کواترنری    | پلیستوسن | تارانشین   | ۰/۰۱۱۷          | ۰/۱۲۶           |
| کواترنری    | پلیستوسن | چیبانین    | ۰/۱۲۶           | ۰/۷۸۱           |
| کواترنری    | پلیستوسن | کالابرین   | ۰/۷۸۱           | ۱/۸۰            |
| کواترنری    | پلیستوسن | گلاسین     | ۱/۸۰            | ۲/۵۸            |
| نئوژن       | پلیوسن   | پیاسنزین   | پیش از آن       | پیش از آن       |

گلاسین یا ژلاسین (انگلیسی: Gelasian) یک محدودهٔ زمانی از دور پلیستوسن و سامانه کواترنری است که حدود ۲٫۵۸ تا ۱٫۸ میلیون سال پیش ادامه داشت. این دوره با شروع یخبندان‌های کواترنری در نیم‌کره شمالی و ظهور انسان‌های اولیه مانند انسان ماهر در شرق آفریقا همراه بود.
گلاسین پس از عصر پیاسنزین (پلیوسن) و قبل از عصر کالابریان (پلیستوسن) قرار دارد. در طول گلاسین آب‌وهوای زمین سردتر شد، اما برخی گونه‌های گرمادوست همچنان در عرض‌های بالاتر زندگی می‌کردند. گونه‌های بزرگی مانند لاک‌پشت‌های عظیم‌الجثه و تنوع زیادی از پرندگان و پستانداران مانند تنبل‌های زمینی و سگ‌دندان‌ها وجود داشتند. در گلاسین انسان ماهر با توانایی استفاده از ابزارهای ابتدایی ظاهر شد. گونه‌های دیگر انسانی مانند انسان رودولفی و انسان راست‌قامت نیز در این دوره به وجود آمدند.
در گلاسین گسترش یخچال‌های طبیعی، تأثیر زیادی بر زیستگاه‌ها و گونه‌ها داشت. در کل، گلاسین آغازگر تغییرات بزرگ در زمین‌شناسی و زیست‌شناسی بود که منجر به ظهور انسان‌های اولیه و سازگاری‌های جدید در حیات وحش شد.

## جزئیات
گلاسین در مقیاس زمانی زمین‌شناسی یک عصر و در گاه‌چینه‌شناسی یک اشکوب است که قدیمی‌ترین زیربخش دوره یا سامانه کواترنری و دور یا ردیف پلیستوسن به‌شمار می‌رود. گلاسین، بازه زمانی از ۲٫۵۸۸ تا ۱٫۸۰۶ میلیون سال پیش را در بر می‌گیرد و پس از اشکوب پیاسنزین و پیش از کالابرین جای می‌گیرد.
گلاسین در مقیاس زمانی زمین‌شناسی در سال ۱۹۹۸ معرفی شد. این دوره به نام شهر جلا در جزیره سیسیل در جنوب آن نام‌گذاری شده است. در سال ۲۰۰۹، این دوره از پلیوسن به پلیستوسن منتقل شد تا مقیاس زمانی زمین‌شناسی با تغییرات کلیدی آب‌وهوا، اقیانوس‌ها و زیست‌کره زمین که ۲٫۵۸ میلیون سال پیش رخ داد، هماهنگ‌تر باشد.
پایین‌ترین حد گلاسین به‌صورت مغناطیسی‌چینه‌شناختی به‌عنوان پایه کرونوزون ماتیویاما (C2r) تعریف شده است (در مرز مغناطیسی‌چینه‌شناختی گوس-ماتیویاما)، مرحله ایزوتوپی ۱۰۳. در بالای این خط، انقراض‌های قابل‌توجهی از نانوفسیل‌های کربناته رخ می‌دهد: Discoaster pentaradiatus و Discoaster surculus. GSSP برای گلاسین در مونته سانت نیکولا نزدیک جلا واقع شده است.
بالاترین حد گلاسین به‌صورت مغناطیسی‌چینه‌شناختی به‌عنوان پایان کرونوزون اولدُوای (C2n) تعریف شده است و از نظر جانوری به‌عنوان سطح انقراض نانوفسیل کربناته Discoaster brouweri (پایه زیست‌زون CN13) مشخص می‌شود. در بالای گلاسین، نخستین ظهور نانوفسیل کربناته Gephyrocapsa sp. و سطح انقراض فورامینفر پلانکتونی Globigerinoides extremus قرار دارد.